# Idioctis yerlata
Idioctis yerlata is een spinnensoort uit de familie Barychelidae. De soort komt voor in Queensland.